# Coelichneumon anthrax
Coelichneumon anthrax là một loài tò vò trong họ Ichneumonidae.